# Djurgården Hockey 1933/1934
Djurgården spelade i Elitserien i ishockey 1933/1934. Djurgården kom på 8:e och sista plats i serien. I praktiken betydde det att Djurgården nästkommande säsong skulle ha spelat i Klass I Djurgårdens IF valde dock att lägga ned sin hockeysektion för att i stället satsa på bandylaget. Ishockeyn återupptogs säsongen 1938/1939.
Nyförvärv inför säsongen var målvakten Nils "Bullen" Nordmark från Matteuspojkarna och Einar "Knatten" Lundell från IK Göta som bildade backpar med Erik "Tattarn" Lindgren.
Djurgården deltog även i Svenska mästerskapet i ishockey 1934. Väl där blev man utslagna redan i kvalomgången av AIK.

## Resultat

### Elitserien
| Datum       | Motståndare              | Resultat |
| ----------- | ------------------------ | -------- |
| 19 november | Nacka SK (h)             | 1 - 0    |
| 24 november | Södertälje SK (h)        | 1 - 4    |
| 3 december  | Hammarby IF (b)          | 3 - 6    |
| 8 december  | AIK (b)                  | 1 - 3    |
| 15 december | IK Göta (b)              | 1 - 3    |
| 29 december | Södertälje SK (b)        | 0 - 1    |
| 19 januari  | IFK Stockholm (b)        | 2 - 3    |
| 2 februari  | UoIF Matteuspojkarna (h) | 0 - 1    |
| 6 februari  | Hammarby IF (b)          | 1 - 4    |
| 9 februari  | UoIF Matteuspojkarna (b) | 0 - 1    |
| 13 februari | Nacka SK (h)             | 0 - 3    |
| 15 februari | IFK Stockholm (b)        | 2 - 1    |
| 9 mars      | AIK (b)                  | 0 - 3    |
| 13 mars     | IK Göta (b)              | 0 - 6    |

### Svenska Mästerskapet 1934
| Datum | Motståndare | Resultat |
| ----- | ----------- | -------- |
| i.u.  | AIK (h)     | 6 - 1    |